# Comuna Luka, Kaluș
Luka (în ucraineană Лука) este o comună în raionul Kaluș, regiunea Ivano-Frankivsk, Ucraina, formată din satele Dibrova, Luka (reședința) și Țvitova.

## Demografie
Componența lingvistică a comunei Luka
     Ucraineană (99,65%)
     Alte limbi (0,36%)
Conform recensământului din 2001, majoritatea populației comunei Luka era vorbitoare de ucraineană (99,65%), existând în minoritate și vorbitori de alte limbi.